# Hans Gerhard Creutzfeldt
Hans Gerhard Creutzfeldt (ur. 2 czerwca 1885 w Harburgu, zm. 30 grudnia 1964 w Monachium) – niemiecki lekarz neurolog.

## Życiorys
Urodził się w Harburgu, obecnie części Hamburga, jako najstarszy syn lekarza Ottona Creutzfelda i Johanny z domu Freuck. W 1903 roku ukończył gimnazjum humanistyczne (Gelehrtenschule des Johanneums) w Hamburgu. Następnie studiował medycynę na Uniwersytecie w Jenie, Uniwersytecie w Rostocku i Uniwersytecie w Kilonii. W 1909 skończył studia i uzyskał tytuł doktora medycyny po przedstawieniu rozprawy poświęconej anatomii prawidłowej i patologicznej przysadki. Początkowo praktykował w Hamburgu, gdzie też zaciągnął się jako lekarz okrętowy, w trakcie podróży miał sposobność podróżować po Pacyfiku. W 1912 zdecydował się specjalizować w neurologii. Przez kolejne lata pracował w Szpitalu w Hamburgu, Instytucie Neurologicznym we Frankfurcie u Ludwiga Edingera, klinikach w Berlinie, Wrocławiu (kierowanej przez Aloisa Alzheimera) i Kilonii oraz w Instytucie Psychiatrycznym w Monachium. Podczas I wojny światowej jako oficer medyczny służył w marynarce i przeżył zatopienie krążownika SMS „Greif”. Dostał się do niewoli, w maju 1916 repatriowany. W 1920 habilitował się w Kilonii. 
Po objęciu władzy przez nazistów Creutzfeldt nie wstąpił do NSDAP. Jego stosunek do polityki był oceniany jako „powściągliwy, ale nie otwarcie wrogi”, uchodził za narodowca. Należał do Narodowo-Socjalistycznego Związku Lekarzy Niemieckich (niem. Nationalsozialistischer Deutscher Ärztebund). Był członkiem wspierającym SS (niem. förderndes Mitglied der SS). Jako lekarz zasiadający w sądzie zdrowia dziedzicznego (niem. Erbgesundheitsgericht) w Berlinie uczestniczył w podejmowaniu decyzji o przymusowej sterylizacji. Sam Creutzfeldt uważał się za zdecydowanego przeciwnika eksterminacji chorych psychicznie. 
Żonaty z Clarą (Cläre) Sombart, córką Wernera Sombarta. Mieli dwie córki i trzech synów. Dwóch synów również było lekarzami: Werner (1924–2006) był internistą w Getyndze, Otto Detlev (1927–1992) został neurologiem. 
W 1988 roku utworzono w Kilonii Instytut H.G. Creutzfeldta.

## Dorobek naukowy
W 1920, krótko przed Alfonsem Jakobem, podał opis nieznanej dotąd choroby, która od 1922 nazywana jest na ich cześć chorobą Creutzfeldta-Jakoba. Badał również adrenoleukodystrofię, nazywaną dawniej chorobą Siemerlinga-Creutzfeldta.

## Wybrane prace
- Ein Beitrag zur normalen und pathologischen Anatomie der Hypophysis cerebri des Menschen. Hamburg: Voss, 1909
- Ein Beitrag zur normalen und pathologischen Anatomie der Hypophysis cerebri des Menschen. Jahrbücher der Hamburgischen Staatskrankenanstalten 13, s. 273–294, 1909
- Drei Fälle von Tumor hypophyseos ohne Akromegalie. Jahrbücher der Hamburgischen Staatskrankenanstalten 13, s. 351–401, 1908
- Über Veränderungen in der Hypophysis cerebri bei Diphtherie[5]. 1912
- Ueber das Fehlen der Epiphysis cerebri bei einigen Säugern. Anatomischer Anzeiger 42, s. 517–521, 1912
- Über eine eigenartige herdförmige Erkrankung des Zentralnervensystems (vorläufige Mitteilung)[6]. 1920
- Die neueren Ergebnisse der hirnanatomischen (histopathologischen) Forschung für die Geisteskrankheiten. Deutsche Medizinische Wochenschrift 47 (52), s. 1591-1592, 1921
- Bronzekrankheit und sklerosierende Encephalomyelitis[7]. 1923
- Ein Beitrag zur Klinik und Histopathologie der Chorea gravidarum[8]. 1924
- Syringomyelie und Gliose. Urban & Schwarzenberg, 1924
- Erkrankungen des Conus terminalis und der Cauda equina. Urban & Schwarzenberg, 1924.
- Zur Histopathologie der experimentellen Poliomyelitis acuta (Heine-Medin) beim Affen und Meerschweinchen[9]. 1925
- Erfahrungen mit der Hirnpunktion[10] (1928)
- Hornung R., Creutzfeldt H.G. Lähmungen vom Landryschen Typ in der Schwangerschaft. Deutsche Medizinische Wochenschrift 56(35), s. 1470-1474, 1930